# Gynandromyia longicornis
Gynandromyia longicornis là một loài ruồi trong họ Tachinidae.